# Kejsardömet Korea
Kejsardömet Korea (koreanska: 대한제국, hanja: 大韓帝國) var ett kejsardöme på Koreahalvön som efterträdde Joseondynastin. Det följdes 1910 av Generalguvernementet Korea under Japan.

## Historia
I oktober 1897 utropade kejsar Gojong en ny enhet från Gyeongungungpalatset och översåg moderniseringen av militären, ekonomin och industrin. Japan skrämdes av framfarten och moderniseringen, och beslutade sig för att påskynda sina annekteringsplaner. 
I den fred, som slöt rysk-japanska kriget (5 sept. 1905), erkände Ryssland Japans övervägande intressen i Korea och förband sig att inte blanda sig i eller söka förhindra de åtgärder, som Japan kunde företaga sig i Korea, en försäkran, som även England avgav genom överenskommelsen med Japan 12 augusti samma år. Härpå slöt detta land ett fördrag med Korea 17
november s. å., varigenom bestämdes, att Koreas utrikespolitik skulle skötas av Japan och att en japansk generalresident skulle bo i Söul. Den förste residenten blev markis Ito Hirobumi. 31 juli 1907 ingicks en ny överenskommelse, enligt vilken alla koreanska regeringsåtgärder och utnämningar skulle godkännas av den japanske generalresidenten samt japaner kunna bekläda alla offentliga ämbeten i Korea. En följd härav blev, att japaner inträdde som vice ministrar i departementen.
Genom en konvention 12
juli 1909 lämnade Korea till Japan även rättsväsendet och fängelseväsendet i landet. Även polisväsendet såväl i Söul som i provinserna ställdes under japansk ledning, och polistjänstemännen var till stor del japaner. Ministären bestod av en premiärminister och 6 fackministrar, av vilka senare var och hade vid sin sida en japansk viceminister, varförutom utrikespolitiken sköttes av en japansk generaldirektör. 
Mordet på Ito Hirobumi ledde till ytterligare påskyndning, och den 22 augusti 1910 annekterades området av Kejsardömet Japan, som besegrat Ryska riket i krig 1904-1905.

## Förvaltning
Huvudstaden Seoul bildade eget förvaltningsområde under en stadsprefekt; i fördrags-hamnarna fanns handelsintendenter (kamni) och japanska residenter med befogenhet att avgöra alla angelägenheter som rörde utländska undersåtar. Landet var kort före införlivandet med Japan delat i 13 provinser (to), var och en under en guvernör och bestående av flera distrikt (kun), inalles 333; under åren 1908 och 1909 minskades emellertid distriktens antal genom sammanslagningar med några tiotal.

## Diplomatiska förbindelser
- Japan: 1876-1910
- USA: 1882-1905
- Storbritannien: 1882-1905
- Tyskland: 1883-1905
- Italien: 1884-1905
- Ryssland: 1884-1905
- Frankrike: 1886-1905
- Österrike-Ungern: 1892-1905
- Qing-Kina: 1899-1905
- Belgien: 1901-1905
- Danmark: 1902-1905